# Lamium kwangtungense
Lamium kwangtungense là một loài thực vật có hoa trong họ Hoa môi. Loài này được (C.Y.Wu) ined. mô tả khoa học đầu tiên.